# مالیخولیا (فیلم ۱۳۹۴)
مالیخولیا فیلمی به کارگردانی و تهیه‌کنندگی مرتضی آتش زمزم و نویسندگی مجید شاکرین و حسین مرتضاییان آبکنار محصول سال ۱۳۹۴ است.
این فیلم در تاریخ ۲۷ خرداد ۱۳۹۶ در سینماهای ایران اکران شده‌است.

## خلاصه داستان
داستان این فیلم دربارهٔ آدم‌هایی است که دچار دوگانگی هویتی شده‌اند. پس از مدت طولانی و مشکلات فراوان مینا باردار شده است و از سوی همسرش حسام احساس بی‌توجهی می‌کند. حسام که خود را در کنار مینا می‌داند، درگیر مسائل و مشکلات خانوادگی همکارش شیرین شده‌است.

## بازیگران
- لیلا اوتادی
- محمدرضا هدایتی
- لاله اسکندری
- نادر فلاح
- محمد فیلی
- سپیده مظاهری
- افسانه فتاحی
- پریوش نظریه
- دیانا پاژنگ

## نظر کارگردان
مالیخولیا مسئله بودن یا نبودن نیست، مسئله مرز وهم و واقعیت است، که بر اساس شخصیت و تفکر انسانها متفاوت است. پرداخت داستان و شخصیت‌ها در فضای سنتی و مدرن از زوایای مختلف ولی آشنا؛ بیننده را همراه خود می‌کند